# Alzchem
Die Alzchem Group AG (bis September 2011 Alzchem Trostberg GmbH) ist ein Chemieunternehmen mit Sitz in Trostberg im Landkreis Traunstein. Das Unternehmen beschäftigt rund 1.730 Mitarbeiterinnen und Mitarbeiter an vier Produktionsstandorten in Deutschland (Trostberg, Schalchen, Hart, Waldkraiburg), einem Werk in Schweden (Sundsvall) sowie in drei Vertriebsgesellschaften in den USA, China und England.
Im Jahr 2024 erwirtschaftete Alzchem einen Konzernumsatz von rund 554,2 Mio. Euro und ein EBITDA von rund 105,3 Mio. Euro.

## Geschichte
Die große Wasserkraft der Alz war im Jahre 1908 der primäre Grund für die Standortwahl der auf Energie basierenden Calciumcarbid- und Kalkstickstoff-Produktion.
Das Unternehmen Alzchem hat seinen Ursprung in der ehemaligen SKW Trostberg und wurde 2006 gegründet.
Der ehemalige Mutterkonzern RAG hat die Bauchemie aus der SKW Trostberg herausgetrennt und an BASF verkauft, um die Übernahme der Degussa zu finanzieren und die Naturstoffextraktion in Münchsmünster und die NATEC-Anlage in Trostberg der Evonik-Degussa einzuverleiben. Die restliche Alzchem, die hauptsächlich wie in den Gründungsjahren noch Produkte aus Carbid produzierte, wurde 2009 an den Private-Equity-Investor BluO verkauft. Im Jahr 2014 erwarb Alzchem die SKW Metallurgy Sweden AB in Schweden, die dann in Nordic Carbide AB umbenannt wurde und neben den deutschen Produktionsstandorten einen weiteren Produktionsstandort darstellt.
Seit Oktober 2017 wird das Unternehmen an der Frankfurter Börse notiert. Der Hauptaktionär beim Börsengang war Livia Corporate Development, eine Beteiligungsgesellschaft des Investors Peter Löw. Im Oktober 2018 verkauften die Großaktionäre Livia, HDI Vier und Four Two Na mehr als 20 Millionen Aktien.

## Produkte
Alzchem produziert Futterzusatzstoffe, Düngemittel wie Kalkstickstoff und Pflanzenschutzmittel, unter anderem den Wachstumsregulator Dormex mit dem Wirkstoff Cyanamid, welcher aufgrund fehlender Zulassung nur außerhalb der EU vertrieben wird. Diese Praxis wird von Menschenrechts- und Umweltorganisationen wie Public Eye kritisiert, da Cyanamid 2008 wegen gesundheitsschädigender Wirkung insbesondere bei den Anwendern in der EU verboten wurde und in armen Ländern Schutzausrüstung oft nicht vorhanden ist. Außerdem gehören verschiedene Grund- und Spezialchemikalien, unter anderem für die Metallurgie und erneuerbare Energien zur Produktpalette.
2020 hatte Alzchem eine Stickstoff-Düngemittelkapazität von 145.000 t.

## Aktionärsstruktur
Insgesamt sind 10.176.335 Aktien ausgegeben.
| Anteil  | Anteilseigner    |
| ------- | ---------------- |
| 19,61 % | Löw SE           |
| 15,05 % | four two na GmbH |
| 65,34 % | Free Float       |